# Liste des lieux historiques nationaux du Canada en France
Voici une liste des lieux historiques nationaux du Canada (anglais : National Historic Sites of Canada) situés en France. Le Canada n'a désigné que deux lieux historiques nationaux hors de ses frontières, tous deux des mémoriaux de la Première Guerre mondiale. Ils sont administrés par le ministère des Anciens Combattants du Canada.
Les noms des sites correspondent à ceux donnés par la commission des lieux et monuments historiques du Canada, qui peuvent être différents de ceux donnés par le milieu local.

## Lieux historiques nationaux
| Lieu                                     | Désignation | Commune                                    | Description | Photo |
| ---------------------------------------- | ----------- | ------------------------------------------ | --- | ----- |
| Mémorial terre-neuvien de Beaumont-Hamel | 1996        | Beaumont-Hamel 50° 04′ 25″ N, 2° 38′ 53″ E | Représentatif des réalisations, de la contribution et du sacrifice de Terre-Neuve durant la Première Guerre mondiale |       |
| Crête de Vimy                            | 1996        | Vimy 50° 22′ 46″ N, 2° 46′ 25″ E           | Site représente les réalisations, la contribution et le sacrifice du Canada durant la Première Guerre mondiale       |       |